# 日本橋梁建設協会
一般社団法人日本橋梁建設協会（にほんきょうりょうけんせつきょうかい、英:  Japan Bridge Association）は、鋼橋建設業者で構成される業界団体。略称は橋建協（はしけんきょう）、橋建（はしけん）。
正会員会社は31社、賛助会員会社は44社。

## 沿革
- 1948年（昭和23年） - 鉄骨橋梁協会（現在の鉄骨建設業協会）が発足[3]。
- 1964年（昭和39年）6月12日 - 鉄骨橋梁協会の橋梁部会が分離、独立[4]し、「社団法人 日本橋梁建設協会」（建設大臣許可）として発足。
- 2012年（平成24年）4月1日 - 内閣総理大臣の認可を受けて「一般社団法人 日本橋梁建設協会」に移行。

## その他

### データベース
協会のウェブサイトより以下の検索ができる。
- 橋梁年鑑データベース[5]
- 技報データベース[6]
- 鋼橋のQ&A [7]

### ケン・ブリっちくん
鳥（ハシビロコウ）をモチーフにした協会のゆるキャラ。好物はみかん、八ツ橋、はしまき、嫌いなことは橋を傷つける行為、橋に落書きされること。